# Identifiant de processus
Pour les articles homonymes, voir PID.
En informatique, l'identifiant de processus ou PID (Process IDentifier) est un code unique attribué à tout processus lors de son démarrage, sur les systèmes Unix ou Windows. Il permet ainsi d'identifier le processus dans la plupart des commandes s'appliquant sur un processus donné (comme kill qui permet d'arrêter un processus).

## Systèmes UNIX

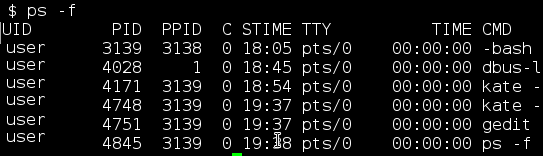
Liste de processus avec le PID en deuxième colonne et le PPID en troisième colonne sur un système UNIX. Généré avec l'utilitaire ps.

Sous Linux le premier programme démarré, init, a le PID 1. Les processus suivants incrémentent le numéro pour arriver à 32768 par défaut sur les processeurs 32 bits, et 4194304 sur les processeurs 64 bits (réglable avec /proc/sys/kernel/pid_max) pour repartir de 2 en évitant les PID déjà utilisés.
L'identifiant de processus parent ou PPID ou (Parent Process IDentifier) d'un processus est, dans les systèmes UNIX, le PID du processus ayant initié sa création (via l'appel système fork).

## Windows
Sous Windows, le PID 0 est attribué au pseudo-processus d'inactivité (Idle en anglais).
Ce pseudo-processus est présent pour le calcul des statistiques des temps d'inactivité du processeur.
Le PID 4 est attribué au noyau du système.
La valeur d'un PID est multiple de quatre, mais ce n'est qu'une coïncidence et cela pourrait changer dans une version ultérieure du système.